# 大泰爾尼夫卡河

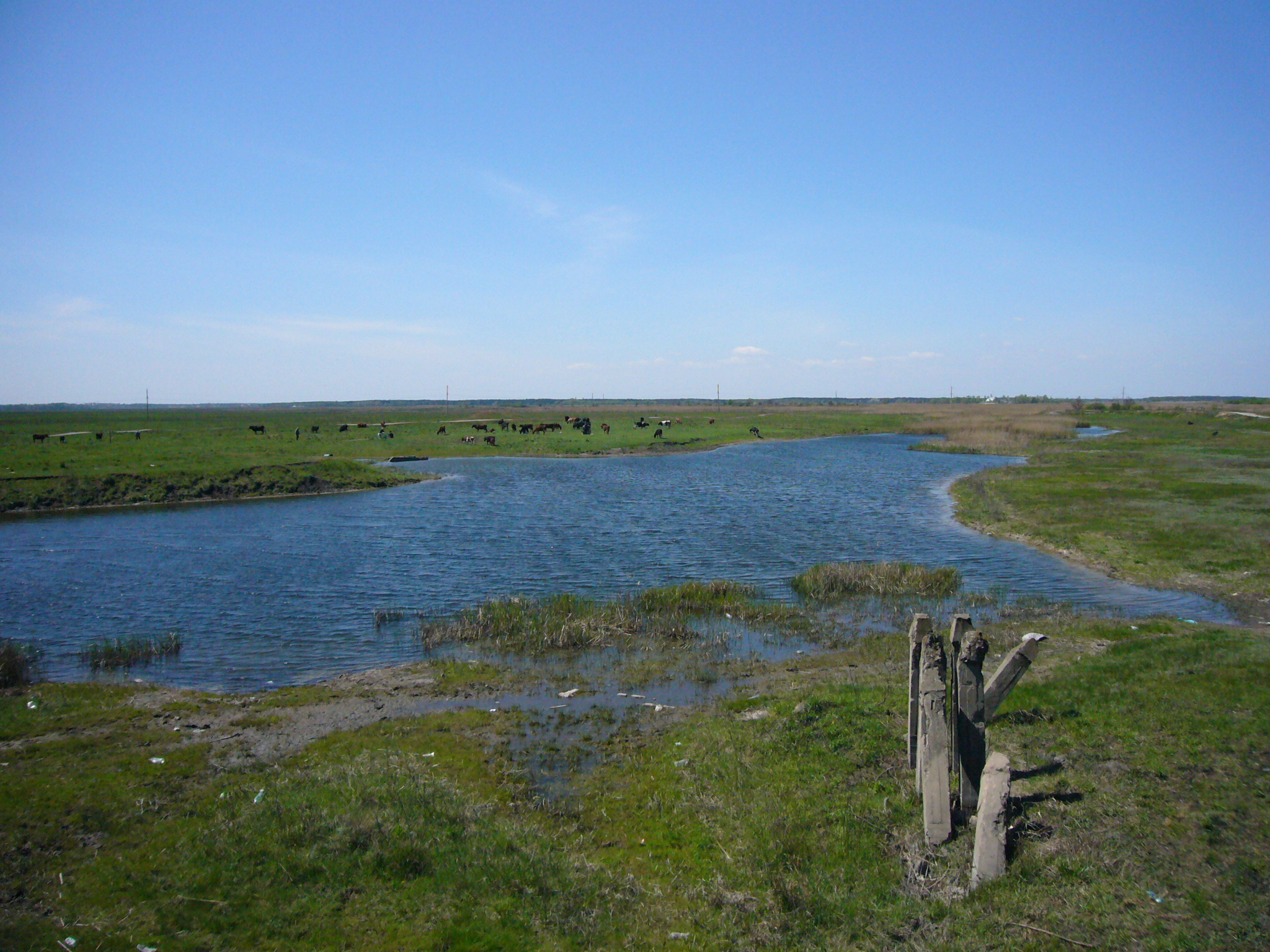

大泰爾尼夫卡河（羅馬化：Velyka Ternivka）是烏克蘭的河流，位於該國東部，流經哈爾科夫州和第聶伯羅彼得羅夫斯克州，屬於薩馬拉河的右支流，發源自布利茲紐基西南面，河道全長80公里，流域面積942平方公里。